# Timoteo (nome)
Timoteo  è un nome proprio di persona italiano maschile.

## Varianti
- Ipocoristici: Teo
- Femminili: Timotea
  - Ipocoristici: Tea

### Varianti in altre lingue
- Antico slavo ecclesiastico: Тїмоѳеи (Timof̀ei)[2]
- Bulgaro: Тимотей (Timotej)[1]
- Catalano: Timoteu
- Ceco: Timoteus
- Finlandese: Timo[3]
- Francese: Timothée[1]
- Greco antico e biblico: Τιμόθεος (Timótheos)[1]
  - Femminili: Τιμοθέα (Timothéa)[4]
- Inglese: Timothy[1]
  - Ipocoristici: Tim[1], Timmy[1]
  - Femminili: Timotha[1]
- Latino: Timotheus[1], Timoteus[1]
- Macedone: Тимотеј (Timotej)[1]
- Māori: Timoti[1]
- Olandese: Timotheus[1]
  - Ipocoristici: Tim[1]
- Polacco: Tymoteusz[1]
- Portoghese: Timoteo[1]
- Rumeno: Timotei[1]
- Russo: Тимофей (Timofej)[1]
- Slovacco: Timotej[1]
- Sloveno: Timotej[1]
  - Ipocoristici: Tim[1]
- Spagnolo: Timoteo[1]
- Tedesco: Timotheus[1], Timotheos, Timothäus
  - Ipocoristici: Tim[1]
- Ucraino: Тимофій (Tymofij)
- Ungherese: Timót

## Origine e diffusione
Deriva dal nome greco Τιμόθεος (Timótheos), latinizzato in Timotheus; è composto da τιμάω (timáo, "onorare") e θεός (theós, "dio"), e significa quindi "che onora Dio", "che onora gli dei". Il primo elemento si ritrova anche in Timeo, Timone e Timoleone, mentre il secondo, diffusissimo nell'onomastica greca, si trova in Teodoro, Doroteo, Teofilo, Teodulo e vari altri.
In Italia ha avuto una maggiore diffusione intorno al 1910 ed è stato ripreso, anche se in misura minore, nel 2004. In inglese, nella forma Timothy, divenne comune solo dopo la Riforma Protestante.

## Onomastico
Vi sono moltissimi santi di nome Timoteo: generalmente l'onomastico si festeggia il 26 gennaio in memoria di san Timoteo, vescovo e martire ad Efeso, discepolo di san Paolo e destinatario di alcune delle sue lettere. Fra gli altri noti si ricordano:
- 3 maggio, santi Timoteo e Maura, giovani sposi, martiri in Egitto nel 286[7]
- 19 agosto, san Timoteo di Gaza, martire in Palestina con santa Tecla e sant'Agapio[7]
- 22 agosto, san Timoteo, martire a Roma[7]
- 22 agosto, beato Timoteo da Monticchio, sacerdote francescano[7]

## Persone

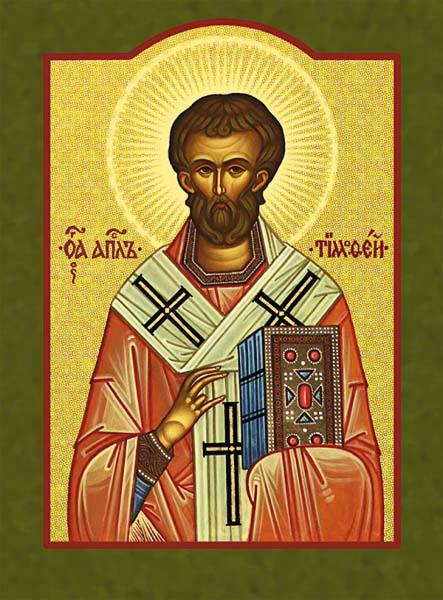
Timoteo vescovo

- Timoteo, vescovo e santo greco antico
- Timoteo, scultore greco antico
- Timoteo di Alessandria, patriarca di Alessandria
- Timoteo II di Alessandria, patriarca di Alessandria
- Timoteo di Mileto, poeta e musico greco antico
- Timoteo Bertelli, presbitero e matematico italiano
- Timoteo Maffei, arcivescovo cattolico italiano
- Timoteo Viti, pittore italiano

### Variante Timothy
- Timothy Dalton, attore britannico

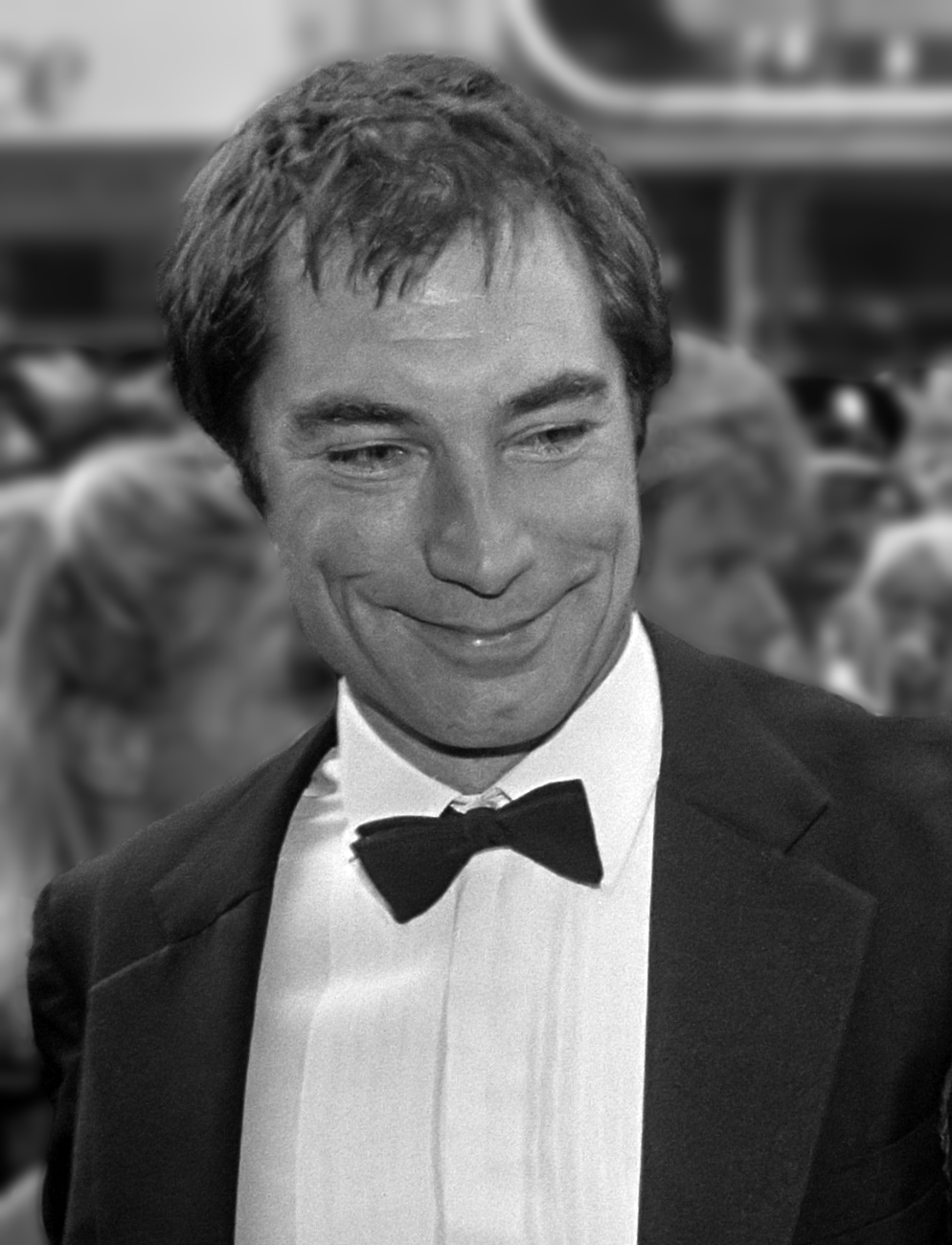
Timothy Dalton

- Timothy Daly, attore, doppiatore e produttore cinematografico statunitense
- Timothy Dolan, cardinale e arcivescovo cattolico statunitense
- Timothy Garton Ash, saggista giornalista britannico
- Timothy Geithner, politico, economista e banchiere statunitense
- Timothy Leary, scrittore e psicologo statunitense
- Timothy Olyphant, attore statunitense
- Timothy Omundson, attore statunitense
- Timothy O'Sullivan, fotografo statunitense
- Timothy Pickering, politico statunitense
- Timothy Radcliffe, teologo britannico
- Timothy Spall, attore britannico

### Variante Timo
- Timo Aaltonen, atleta finlandese
- Timo Boll, tennistavolista tedesco
- Timo Gebhart, calciatore tedesco

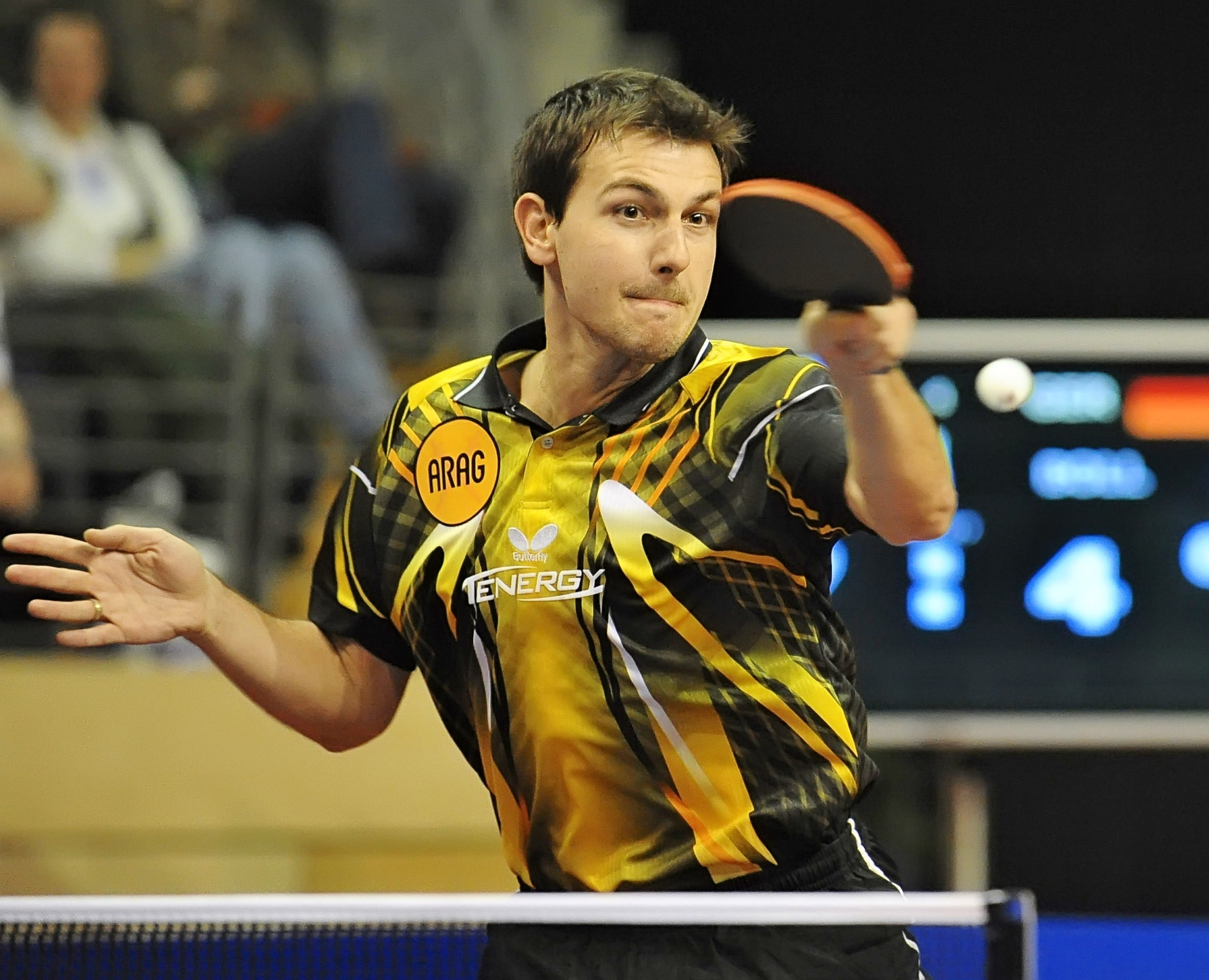
Timo Boll

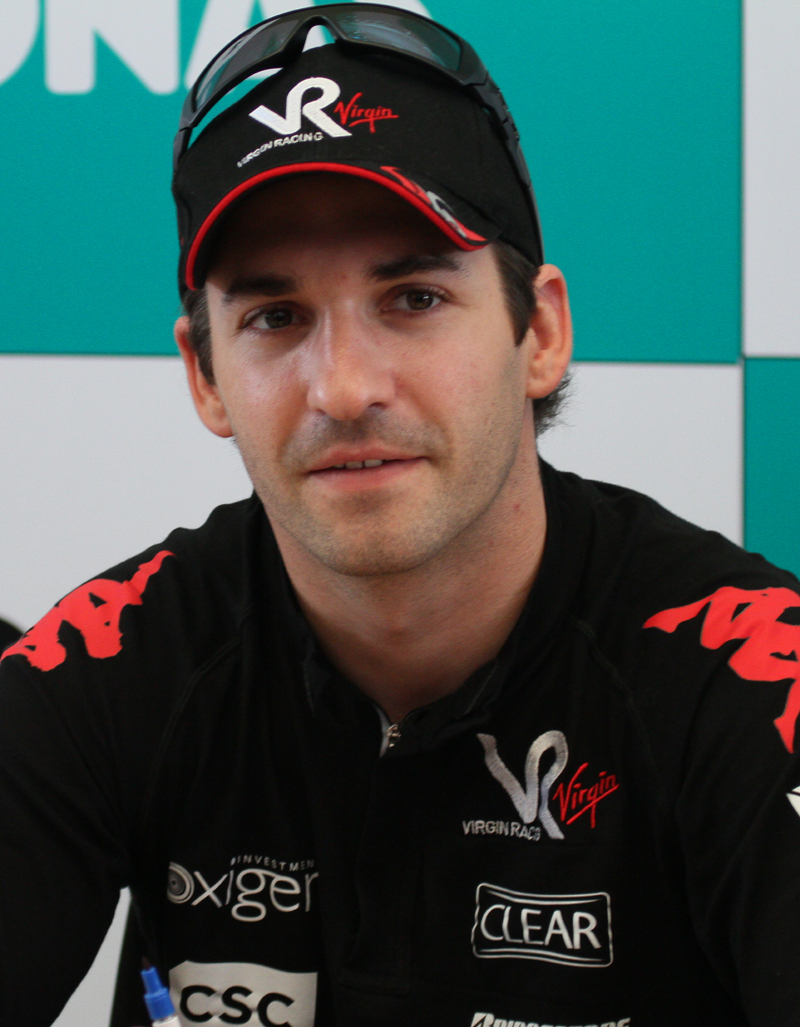
Timo Glock

- Timo Glock, pilota automobilistico tedesco
- Timo Helbling, hockeista su ghiaccio svizzero
- Timo Hildebrand, calciatore tedesco
- Timo Kotipelto, cantante finlandese
- Timo Maas, produttore discografico e disc jockey tedesco
- Timo Mäkinen, pilota di rally finlandese
- Timo Ochs, calciatore tedesco
- Timo Rautiainen, copilota di rally finlandese
- Timo Rautiainen, cantante e chitarrista finlandese,
- Timo Salonen, pilota di rally finlandese
- Timo Suviranta, cestista finlandese
- Timo Tolkki, chitarrista e produttore discografico finlandese
- Timo Wenzel, calciatore tedesco
- Timo Werner, calciatore tedesco

### Variante Tim

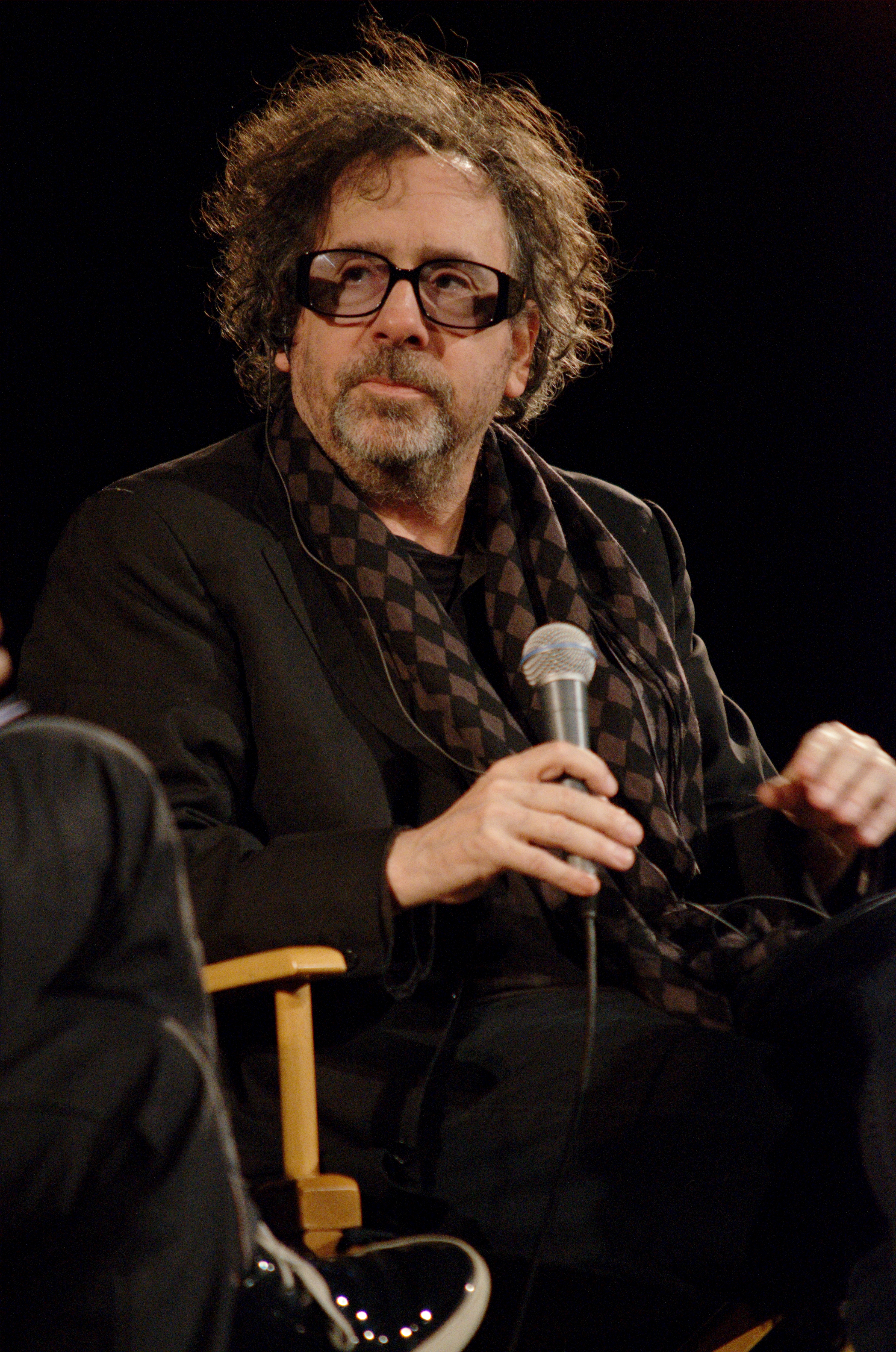
Tim Burton

- Tim Burton, regista, sceneggiatore, produttore cinematografico, animatore e disegnatore statunitense
- Tim Commerford bassista statunitense
- Tim Cook, dirigente d'azienda statunitense
- Tim Duncan, cestista statunitense
- Tim Mack, atleta statunitense
- Tim McCarthy, esploratore e marinaio irlandese
- Tim Roth, attore e regista britannico
- Tim Shaw, pallanuotista e nuotatore statunitense

### Altre varianti

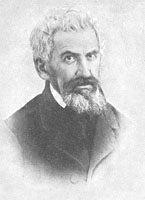
Timotei Cipariu

- Thimothée Atouba, calciatore camerunese
- Timothée Chalamet, attore statunitense
- Timotei Cipariu, glottologo, filologo, presbitero, giornalista, e professore di filosofia e di teologia rumeno
- Timothée de Fombelle, scrittore e drammaturgo francese
- Timotej Dodlek, calciatore sloveno
- Timothäus Gerresheim, schermidore tedesco
- Timofej Nikolaevič Granovskij, storico russo
- Timothée Jordan, crickettista britannico
- Timothée Kolodziejczak, calciatore francese
- Timote Maamaloa, calciatore tongano
- Timmy Mayer, pilota automobilistico statunitense
- Timofej Mozgov, cestista russo
- Timmy Simons, calciatore belga
- Timmy Thomas, cantante, tastierista e compositore statunitense

## Il nome nelle arti
- Timoteo è il nome con cui viene chiamato Bluto, l'antagonista di Braccio di ferro, nella versione italiana degli albi a fumetti.
- Timoteo è il protagonista del romanzo di Margaret Mazzantini Non ti muovere, e dell'omonimo film da esso tratto.
- Timoteo è un personaggio del film Disney del 1941 Dumbo.
- Timothy-Moth è un personaggio della serie a fumetti Monster Allergy.
- Timmy è un personaggio della serie animata Winx Club.
- Tim Drake è uno dei personaggi immaginari che hanno rivestito il ruolo di Robin, il noto compagno di Batman.
- Timothy Hunter è un personaggio dei fumetti dell'universo DC Comics.
- Timothy Lovejoy è un personaggio della serie animata I Simpson.
- Timothy "Tim" McGee è un personaggio della serie televisiva NCIS.

- Timothy Murphy è un personaggi dei romanzi Jurassic Park e Il mondo perduto scritti da Michael Crichton.
- Timothy Sweeney è un personaggio della serie televisiva Ned - Scuola di sopravvivenza.
- Timmy Turner è il protagonista della serie animata Due fantagenitori.
- Tim Templeton è un personaggio del film Baby Boss.
- Timothy “Tim”, “Timmy” o “il piccolo Tim” Cratchit è un personaggio figlio di Bob Cratchit nel romanzo Canto di Natale di Charles Dickens,e di tutte le opere da esso tratte.